# Тома Песке
Тома Песке (фр. Thomas Pesquet) је француски аеросвемирски инжењер, пилот и астронаут Европске свемирске агенције. Кандидат за астронаута постао је у мају 2009, а обуку је успешно завршио у новембру 2010. године.
Иако је рођен у Руану, за свој родни град сматра Дјеп. Има црни појас у џудоу, а као своје омиљене спортове наводи кошарку, џогинг, пливање и сквош. Такође је авантуриста и воли планинарење, скијање, вожњу бицикла по природи и сурфовање са змајем. Поред тога, поседује лиценце за роњење и падобранство. Свира и саксофон.
Између 2002. и 2004. радио је за Француску свемирску агенцију, а 2006. је добио лиценцу комерцијалног пилота и почео је да лети на авиону Ербас А320 за Ер Франс. Акумулирао је преко 2.000 сати лета и сертификовани је летачки инструктор.
Године 2014. изабран је за шетомесечни боравак на МСС. Први пут полетео је у свемир 15. новембра 2016. године летелицом Сојуз МС-03 и борави на Међународној свемирској станици као члан Експедиција 50/51.
Најмлађи је астронаут Европске свемирске агенције. Течно говори пет језика.